# Aclytia ventralis
Aclytia ventralis là một loài bướm đêm thuộc phân họ Arctiinae, họ Erebidae.